# Туомас Олліла
Туомас Олліла (фін. Tuomas Ollila, нар. 25 квітня 2000, Гельсінкі, Фінляндія) — фінський футболіст, фланговий захисник клубу «Париж» та національної збірної Фінляндії.

## Ігрова кар'єра

### Клубна
Туомас Олліла разом зі своїм братом - близнюком Акселем починав грати у молодіжній команді клуба з Гельсінкі «Кяпілян Палло», що грає у Третьому дивізіоні чемпіонату Фінляндії. У 2017 році вони разом перебралися до клубу ГІК. Туомас не зумів пробитися в першу команду, виступаючи лише у фарм - клубі «Клубі 04».
У 2019 році Олліла перейшов до клубу КТП з міста Котка. Відігравши два сезони у лізі Юккенен, олліла підписав дворічний контракт з клубом Вейккаусліги «Ільвес» з Тампере. Першу гру у новій команді Туомас провів у лютому 2021 року у рамках Кубка Фінляндії.
2023 рік Олліла провів у складі столичного ГІКа, з яким виграв Кубок ліги та національний чемпіонат.
В січні 2024 року футболіст перейшов до французького клубу «Париж», з яким підписав контракт до літа 2027 року.

### Збірна
З 2015 року Туомас Олліла виступав за юнацькі збірні Фінляндії різних вікових категорій.
17 листопада 2022 року у товариському матчі проти Північної Македонії Туомас Олліла дебютував у складі національної збірної Фінляндії.

## Титули і досягнення
ГІК
 Чемпіон Фінляндії: 2023
 Кубок ліги: 2023